# Dioscorea tancitarensis
Dioscorea tancitarensis là một loài thực vật có hoa trong họ Dioscoreaceae. Loài này được Matuda mô tả khoa học đầu tiên năm 1953.